# サルメ郡
サルメ郡はエストニアのサーレ県にある郡である。サルメ郡はサーレマー島のソールベ半島の北半分を占めている。
サルメ郡のサルメ村では2008年と2010年にヴァイキング時代のヴァイキング船の遺構が相次いで発見され、これらの船はサルメ船と名づけられた。船は当時の風習にならい船葬墓として使用されており、ヴァイキング戦士40体の遺骨が武具などの装飾品と共に発見された。サルメ船は紀元650-700年に建造されたと判明し、今まで考えられていたバイキング時代の開始793年を約100年遡る遺構の発見となった。

## See also
- Municipalities of Estonia
- List of municipalities of Estonia

座標: 北緯58度09分41秒 東経22度14分59秒 / 北緯58.16139度 東経22.24972度